# چاوچو
چاوچو (به لاتین: Chaohu) یک county-level city در جمهوری خلق چین است که در هفئی واقع شده‌است.

## خصوصیات
چاوچو ۲٬۰۶۳ کیلومترمربع مساحت و ۸۵۹٬۰۰۰ نفر جمعیت دارد.